# Antonio Stradivari
 Der er for få eller ingen kildehenvisninger i denne artikel, hvilket er et problem. Du kan hjælpe ved at angive troværdige kilder til de påstande, som fremføres i artiklen.

Antonio Stradivari (el. Stradivarius) (født 1644 i Cremona, død 18. december 1737 smst.) var en italiensk Instrumentbygger med speciale i strengeinstrumenter. 
Han virkede i Cremona, hvor han først og fremmest fremstillede violiner, celloer, guitarer, violaer og harper. 
Han udviklede sine egne modeller, der endnu anses for at være verdens bedste. Af de mellem 1000 og 1100 strengeinstrumenter, han i alt formodes at have fremstillet, eksisterer  omkring 650, hvoraf hovedparten er violiner. 
Hans evne til at bygge violiner i det bedste træ og med den bedste teknik er endnu ikke overgået. Det forklarer, at hans violiner i dag sælges til priser til omkring 10-11 mio. kr. Hans dyreste violin "Lady Blunt" blev solgt for knap 91 millioner kr. 